# The Purgation
The Purgation è un cortometraggio muto del 1910 diretto da David W. Griffith.

## Trama
Un giovane frequenta cattive compagnie e inizia a incamminarsi sulla strada del crimine. Un giorno, insieme a un complice, si introduce in un appartamento dove trova una ragazza che sta accudendo la sorellina malata. La giovane, in quel momento è addormentata, e lui è colpito dalla bellezza innocente della ragazza, così convince il suo compagno a desistere, mandandolo a cercarsi un'altra vittima. Mentre spia la ragazza che si è svegliata, lei si dirige verso l'ascensore. Ma viene aggredita da un uomo, provocando l'intervento del giovane ladro che la salva. Per ringraziarlo del suo coraggio, il padre della ragazza gli offre un lavoro che il giovane accetta, lasciandosi definitivamente alle spalle il suo passato. Il suo socio, dopo qualche tempo, cerca di farlo partecipe di un colpo ma lui, fedele alla promessa che si è fatto, rifiuta. Il giorno dopo, scopre che un suo conoscente ha subito un furto che lui è convinto essere opera del suo ex socio. Mentre cerca di recuperare la refurtiva, viene sorpreso dalla polizia nel covo dei ladri ed è accusato di essere loro complice. Lo salva la confessione di uno della banda ma, ormai, il suo passato viene a galla, provocando il dispiacere della ragazza e quello di suo padre. Il giovane implora di ricco finanziere di dargli ancora una possibilità riuscendo a far breccia nel cuore dell'uomo.

## Produzione
Il film fu prodotto dalla Biograph Company. Venne girato Westerfield nel Connecticut.

## Distribuzione
Distribuito dalla Biograph Company, il film - un cortometraggio in una bobina - uscì nelle sale cinematografiche statunitensi il 4 giugno 1910.